# 戈纳夫湾
戈纳夫湾（法語：Golfe de la Gonâve，發音：[ɡɔlf də la ɡɔnav]）位于海地西岸，沿岸城市包括首都太子港、戈纳伊夫、圣马克、米拉瓜纳和热雷米。
戈纳夫湾最大的岛屿是戈纳夫岛。卡耶米特島群位於戈纳夫湾西南部。